# Victoria amazonica

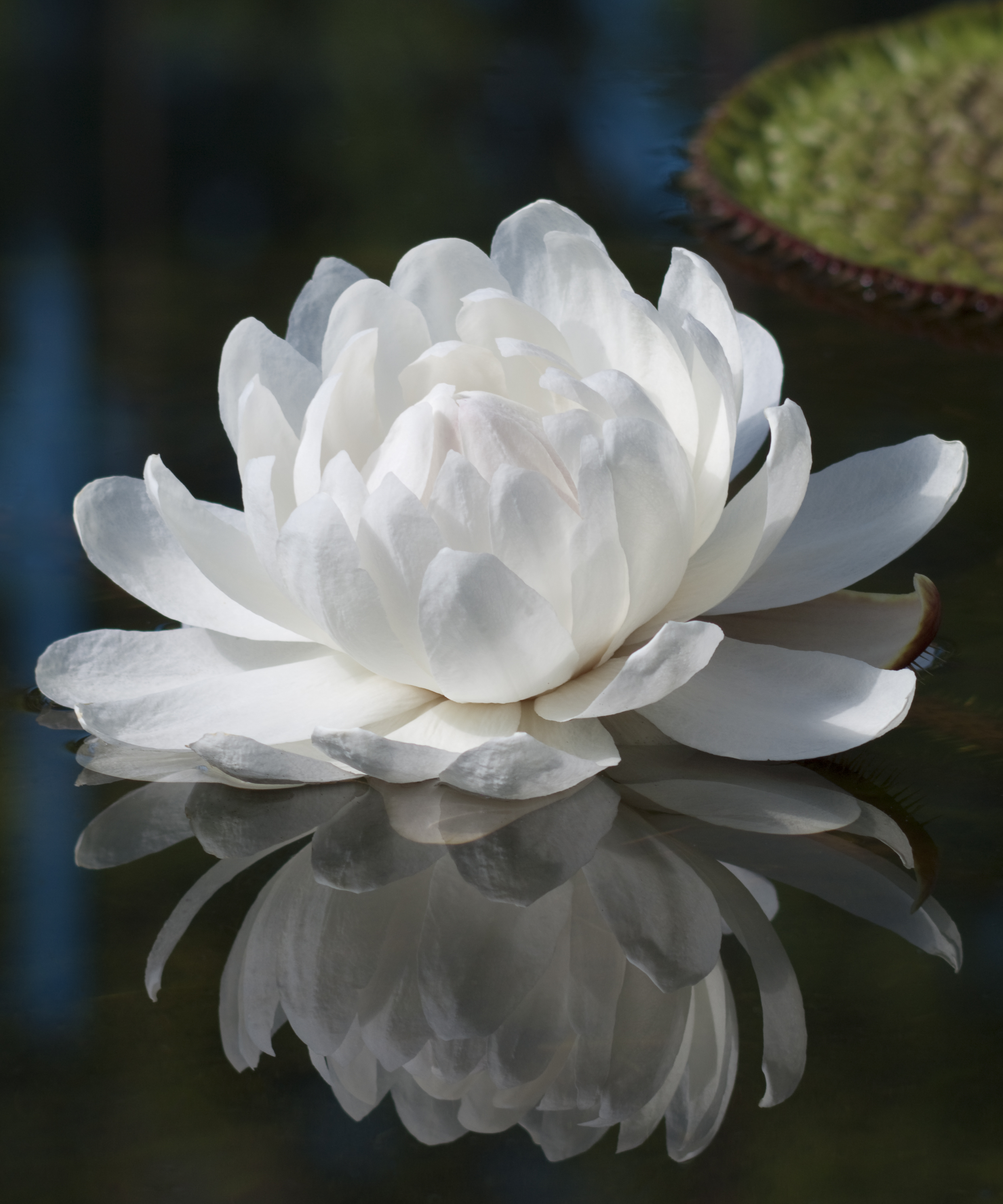
Victoria amazonica en el Jardín Botánico de Adelaida, Australia Meridional.

Victoria amazonica, nombre común Victoria regia, es un nenúfar nativo de las aguas poco profundas de la cuenca del Amazonas.
Fue descubierto por Tadeo Henke (o Thaddäus Peregrinus Xaverius Haenke) en el Alto Perú (hoy Bolivia) en el año 1801.

## Descripción

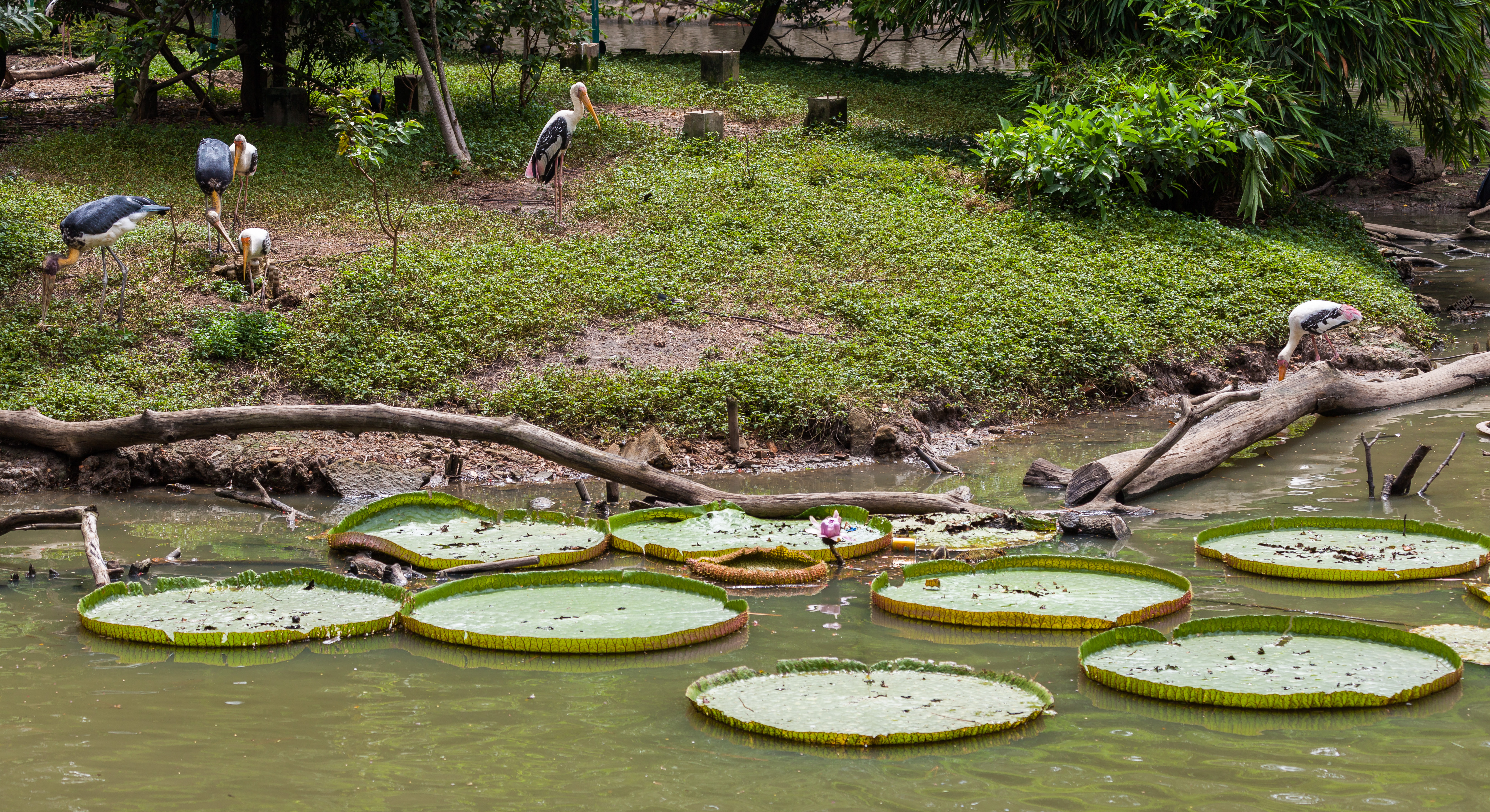
Victoria amazónica.

Se caracteriza por tener grandes hojas circulares de hasta 3,2 metros de diámetro que flotan sobre la superficie del agua sobre tallos sumergidos que alcanzan 7 a 8 m de largo. Pueden soportar hasta 40 kg si el peso se encuentra bien distribuido en su superficie.
La flor, que mide hasta 40 cm de diámetro, se abre al anochecer (a partir de las seis de la tarde), exhala una fragancia parecida al albaricoque, llamada por los europeos "rosa lacustre" y se mantiene abierta hasta aproximadamente las nueve de la mañana del día siguiente, para volver a abrirse la noche siguiente. La primera noche la flor es de color blanco y es femenina: sólo el estigma está maduro y puede recibir polen. La segunda noche la flor es rosada y masculina: las anteras han madurado y produce polen que sirve para fecundar otras flores. Los polinizadores son escarabajos de la especie Cyclocephala castanea que permanecen atrapados durante el día siguiente a la primera noche y que, al escapar a la mañana siguiente, emergen cargados de polen. Florece desde principios de marzo hasta julio.
Actualmente existen numerosas variedades gracias a las nuevas biotecnologías con las que es posible controlar el tamaño de las hojas; por esta razón se usan mucho en el paisajismo urbano, tanto en grandes lagos, como en pequeños espejos de agua.

## Clasificación

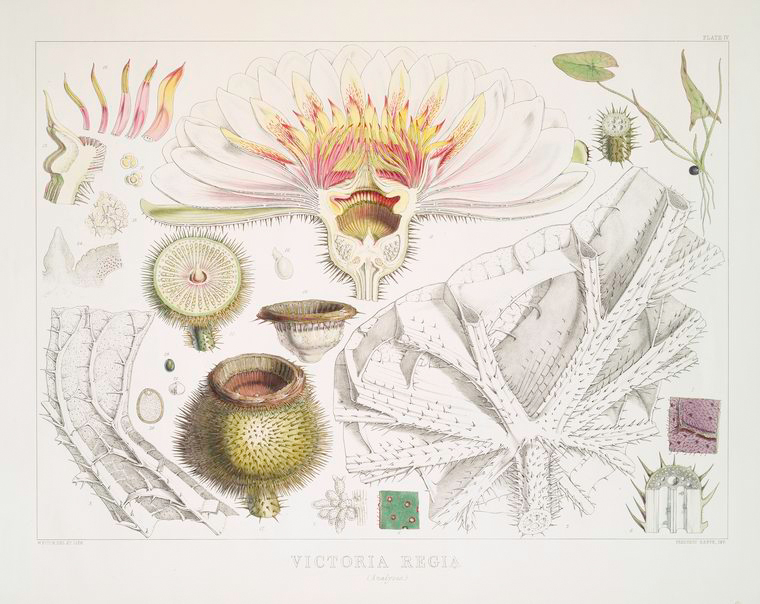
Analyses. Cromolitografía de la obra Victoria Regia, de Fitch 1851.

Es un miembro del género Victoria clasificado en la familia Nymphaeaceae o, en ocasiones, en Euryalaceae. La primera descripción publicada del género la hizo John Lindley en octubre de 1837, basándose en especímenes traídos de la Guayana Británica por Robert Schomburgk. Lindley nombró el género en honor a la reina Victoria y a la especie Victoria regia. En la descripción de Schomburgk, publicada en la revista Athenaeum del mes anterior, le daba el nombre de Victoria Regina. A pesar de que la Botanical Society of the British Isles (Sociedad Botánica de las Islas Británicas) adoptó esta ortografía en su nuevo emblema, la versión de Lindley se utilizó durante todo el siglo XIX.
Un primer informe de la especie Euryale amazonica, realizado por Eduard Friedrich Poeppig en 1832, describía cierta afinidad con Euryale ferox. El botánico francés Aimé Bonpland también hizo una compilación y la describió en 1825.
En 1850 James De Carle Sowerby reconoció la previa descripción de Poeppig y cambió el epíteto a amazonica, nombre que fue rechazado por Lindley y no se generalizó hasta el siglo XX.

## Historia

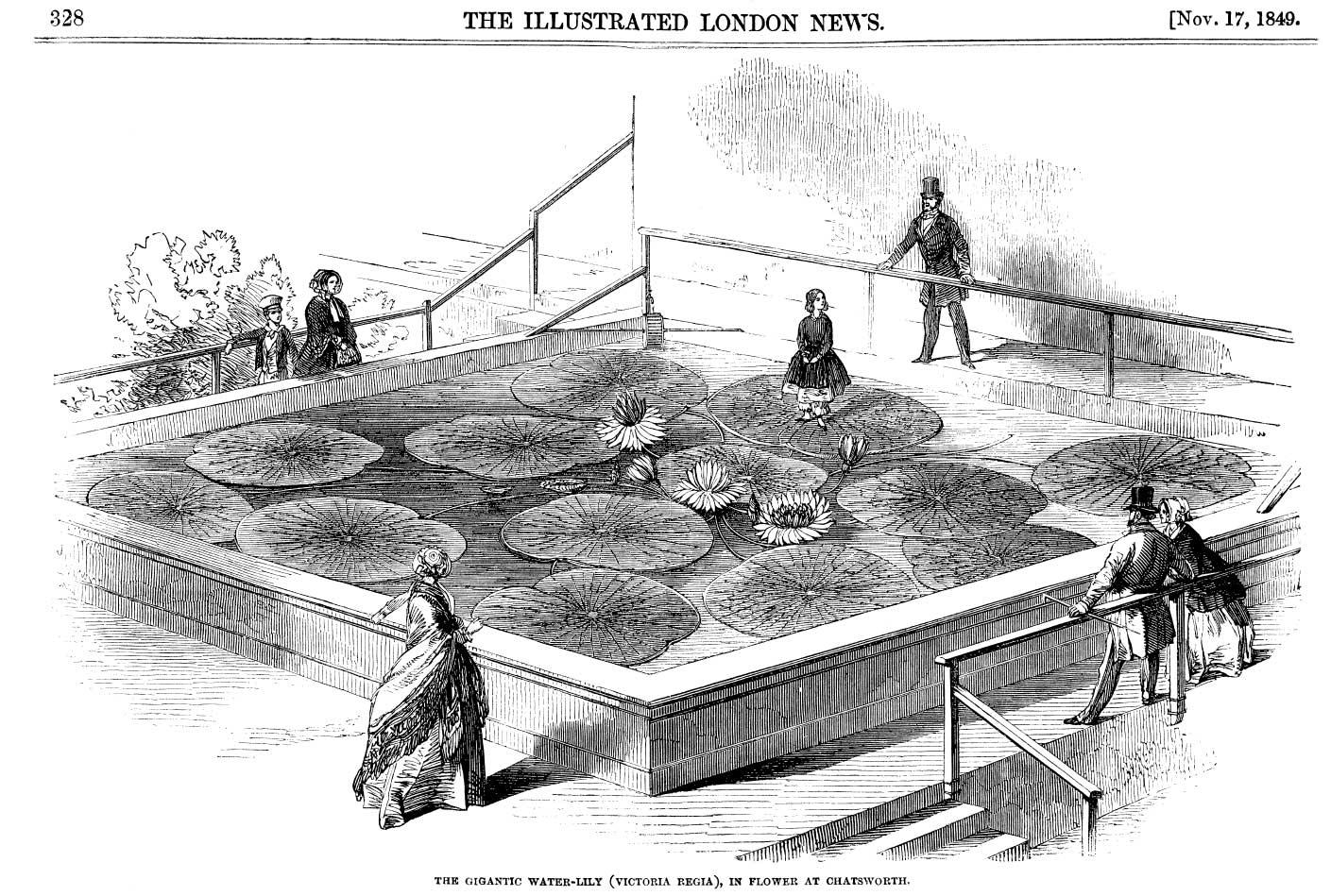
Ilustración del London News del 17 de noviembre de 1849. Sobre la hoja se ve a la hija de Paxton, Annie.

Victoria regia fue objeto de rivalidad entre los jardineros victorianos de Inglaterra. Siempre a la expectativa de una nueva y espectacular especie con la que impresionar a sus compañeros, los "jardineros" victorianos, como el Duque de Devonshire y el Duque de Northumberland comenzaron un pretencioso concurso para ver quien era el primero en lograr cultivar y hacer florecer el enorme nenúfar. Al final, lo lograron los dos duques, Joseph Paxton (que trabajaba para el duque de Devonshire) fue el primero en reproducir el húmedo hábitat del nenúfar en noviembre de 1849 (nada fácil en el invierno inglés con estufas de carbón como único medio de calefacción) y un tal "Sr. Avisón" (empleado del duque de Northumberland) en segundo lugar y el que consiguió un éxito más constante en Syon House.
La especie despertó el interés del público y fue objeto de varias monografías. Las ilustraciones botánicas de especímenes cultivados en la obra Victoria Regia  de Fitch y Hook de 1851 recibió clamorosas críticas en el Athenaeum. "Son exactas y bellas". El duque de Devonshire presentó a la Reina Victoria una de las primeras flores y la nombró en su honor. El nenúfar, con el envés acostillado y hojas nervudas "como vigas transversales y sus tentáculos" fue la inspiración de Paxton para el Palacio de cristal, un edificio cuatro veces mayor que la Basílica de San Pedro. En ilustraciones de la época, se va a Annie, la hija de Paxton, en pie sobre una hoja de nenufar demostrando la capacidad portante de la estructura nervada.

## Usos
Los indígenas usan el jugo extraído de sus raíces como tinte negro para los cabellos.

## Nombres comunes
- maíz de agua, mar uru.<ref.>Colme iro, Miguel: «Diccionario de los diversos nombres vulgares de muchas plantas usuales o notables del antiguo y nuevo mundo», Madrid, 1871.</ref.>